# 倉持明
倉持 明（くらもち あきら、1952年7月20日 - ）は、神奈川県横浜市中区出身の元プロ野球選手（投手）・解説者。
愛称は「クラさん」「ヒゲクラ」。
2男1女の父で、長女は元AKB48メンバーの倉持明日香。

## 経歴

### プロ入り前
横浜第一商業高校3年時の1970年夏に、エース兼5番打者として全国高等学校野球選手権神奈川大会決勝で東海大相模と対戦。上原広（卒業後に東海大学でプレー）と投げ合ったが、5対12というスコアで大敗を喫した。一方の東海大相模は、この勝利によって本大会へ出場した末に優勝している。
倉持自身は1970年秋のNPBドラフト会議で、ヤクルトアトムズから12位で指名されたが、入団を固辞したうえで翌1971年に日本鋼管へ入社。入社後は都市対抗の予選で活躍したものの、本大会への出場に至らなかった。当時は社会人野球のチームへ1年だけ在籍した選手もドラフト会議で指名できるようになっていたため、この年のドラフト会議4位でロッテオリオンズから指名。2年連続で指名を受けた末に、ロッテへの入団に踏み切った。

### プロ入り後
ロッテでは、入団1年目の1972年に一軍公式戦へデビュー。1974年には、先発と救援を兼ねながらチームのパシフィック・リーグ優勝と日本シリーズ制覇に貢献した。チームのレギュラーシーズン最終戦であった10月1日の阪急ブレーブス戦（西京極球場）でプロ入り後初めての完投勝利を記録したが、実際には右腕に血行障害が生じていたため、1975年から救援に専念。1976年には、一軍公式戦初セーブを挙げたほか、31試合に登板した。
1977年春季キャンプ前の1月17日付で、安木祥二・白仁天との交換トレードで、長谷川一夫と共にクラウンライターライオンズへ移籍。元々はオーバースローで投げていたが、この時期には救援登板でも長いイニングを投げられなくなっていたため、移籍後にアンダースローへ転向した。1978年には9試合の先発登板で4完投を記録するほど右腕のコンディションが回復していたが、クラウンライターとの間で命名権契約を結びながらライオンズを運営していた福岡野球株式会社は、1978年のシーズン終了直後にライオンズの経営権を国土計画へ売却。ライオンズはこの売却によって「西武ライオンズ」として首都圏（埼玉県所沢市）を拠点にで再スタートを切ったものの、倉持は1979年にロッテへ復帰した。かつてのチームメイトであった山崎裕之・成重春生との交換トレードによる3年振りの復帰で、クラウンからは古賀正明も倉持と共にロッテへ移籍している。
ロッテ復帰後に投球フォームをオーバースローへ戻すと、役割をストッパー（抑え）に固定された1980年にリーグ最多の18セーブを記録したが、リーグ最優秀救援投手のタイトルを獲得するまでには至らなかった。このタイトルはセーブポイント（セーブ数と救援勝利数の合計）を最も多く記録した投手に与えられていて、実際にタイトルを獲得した金城基泰（南海ホークス）のポイントが19（13セーブ+6救援勝利）であったのに対して、倉持は18セーブを記録しながら救援で白星が付かなかったことによる。
その一方で、29歳になった1981年からは、アートネイチャーのテレビCMに出演。頭髪が薄いことに加えて、ヒゲ（口髭）を生やしていたことから、CMでは「倉持明 29歳 あだ名は『ヒゲクラ』」と紹介された。このCMは倉持の知名度を大いに高めたばかりか、1982年には、頭髪の薄い男性ファンがレギュラーシーズンの開幕前に「倉持選手をハゲます会」を発足する事態にまで至った。開幕後は9試合しか登板できず、1983年に西井哲夫との交換トレードでヤクルトスワローズ（かつて入団を固辞していたアトムズの後継球団）に移籍。ヤクルトは読売ジャイアンツ（巨人）と同じセントラル・リーグに加盟していることから、アートネイチャー側は「（当時テレビで全国に放送される機会の多かった）巨人戦中継との兼ね合いで、（ロッテ時代に比べて）テレビへ露出する機会が増える」として、倉持のヤクルト移籍を大いに歓迎していたという。倉持自身もアートネイチャーのCMに引き続き出演していたが、当時のヤクルトでは日本人選手が口髭を生やすことを内規で禁じていたため、移籍を機に髭を剃った。移籍後はリーグ戦17試合に登板したが、3敗に終わったため、シーズン終了後に球団から戦力外通告を受けたことを機に現役を引退。
NPBにおいて「抑え専業投手の先駆け」とされる投手の1人で、3点リードでの救援登板中にサヨナラ負け寸前の局面（9回裏無死満塁でボールカウント3ボール0ストライク）を5度にわたって凌いだことから、「炎のストッパー」とも呼ばれていた。

### 現役引退後
引退後もアートネイチャーのテレビCMへの出演を続けながら、河合製薬に営業職として勤務する傍ら、テレビ東京解説者（1984年 - 1992年）を務めた。
1992年からは千葉テレビ放送『マリーンズナイター』に解説者として出演し、現在は横浜市内で保険代理店を経営。
解説者としては、野球理論と豊富な知識を兼ね備えつつ、投手の立場から敵味方を問わずに毒舌を振るうことが特徴で、『マリーンズナイター』では高校の後輩に当たる黒沢幸司（フリーアナウンサー）と共演することが多い。また、打率を歩合ではなく%で表現する独特の表現法も特徴。
さらに、リストグループが運営する軟式野球チームを指導。当初はコーチ、現在は監督を務めている。

## 家族
長女の倉持明日香は高校3年時まで歯科衛生士を志していたが、「父（明）のようにテレビに出られるようになりたい」という理由で、2007年にAKB48第一回研究生（4期生）オーディションを受験した。明はオーディションへの応募に当初反対していたが、明日香の熱意に押される格好で応募を認めたという。結局、明日香はオーディションへの合格をきっかけに、AKB48のメンバーとして芸能界へデビュー。
在籍中の2012年4月14日から古田敦也（元・ヤクルト捕手→捕手兼任監督）とのコンビで『SPORTS X』（BS朝日のスポーツエンターテインメント番組）に4年間出演していたほか、2015年8月17日にAKB48を卒業してからは、「スカパー!プロ野球」のPRアンバサダーを務めている。
明日香はAKB48在籍中に、NPBレギュラーシーズン公式戦の始球式を3度にわたって経験。「フレンチ・キス」（AKB48の派生ユニット）の一員として登場した2010年に9月7日のヤクルト対広島東洋カープ第17回戦（明治神宮球場）と、単独で臨んだ2012年7月18日の横浜DeNAベイスターズ対ヤクルト戦（横浜スタジアム）の始球式については、いずれも明が上記の球場で
見届けていた。さらに、2013年5月18日のヤクルト対ロッテ戦（神宮）で、親子バッテリーによる始球式が初めて実現。明は捕手役を務めたものの、明日香が投じたボールは、一塁側に大きく外れた末にツーバウンドで明のキャッチャーミットに収まった。

## 詳細情報

### 年度別投手成績
| 年 度      | 球 団      | 登 板 | 先 発 | 完 投 | 完 封 | 無 四 球 | 勝 利 | 敗 戦 | セ 丨 ブ | ホ 丨 ル ド | 勝 率 | 打 者 | 投 球 回 | 被 安 打 | 被 本 塁 打 | 与 四 球 | 敬 遠 | 与 死 球 | 奪 三 振 | 暴 投 | ボ 丨 ク | 失 点 | 自 責 点 | 防 御 率 | W H I P |
| ---------- | ---------- | ----- | ----- | ----- | ----- | -------- | ----- | ----- | -------- | ----------- | ----- | ----- | -------- | -------- | ----------- | -------- | ----- | -------- | -------- | ----- | -------- | ----- | -------- | -------- | ------- |
| 1972       | ロッテ     | 4     | 2     | 0     | 0     | 0        | 1     | 0     | --       | --          | 1.000 | 47    | 10.1     | 9        | 1           | 8        | 0     | 2        | 2        | 0     | 0        | 4     | 4        | 3.60     | 1.65    |
| 1973       | ロッテ     | 2     | 1     | 0     | 0     | 0        | 0     | 1     | --       | --          | .000  | 21    | 4.0      | 5        | 0           | 5        | 0     | 1        | 1        | 0     | 0        | 4     | 4        | 9.00     | 2.50    |
| 1974       | ロッテ     | 5     | 1     | 1     | 0     | 0        | 1     | 0     | 0        | --          | 1.000 | 60    | 14.1     | 11       | 2           | 10       | 0     | 0        | 14       | 1     | 0        | 6     | 6        | 3.86     | 1.47    |
| 1975       | ロッテ     | 3     | 0     | 0     | 0     | 0        | 0     | 0     | 0        | --          | ----  | 20    | 4.0      | 4        | 1           | 3        | 0     | 0        | 5        | 0     | 0        | 3     | 1        | 2.25     | 1.75    |
| 1976       | ロッテ     | 31    | 0     | 0     | 0     | 0        | 2     | 2     | 2        | --          | .500  | 275   | 64.2     | 52       | 9           | 36       | 2     | 3        | 40       | 1     | 0        | 20    | 19       | 2.63     | 1.36    |
| 1977       | クラウン   | 8     | 0     | 0     | 0     | 0        | 1     | 0     | 0        | --          | 1.000 | 112   | 25.1     | 24       | 5           | 17       | 0     | 0        | 12       | 2     | 0        | 15    | 13       | 4.68     | 1.62    |
| 1978       | クラウン   | 15    | 9     | 4     | 0     | 0        | 5     | 4     | 0        | --          | .556  | 271   | 67.2     | 65       | 3           | 9        | 0     | 2        | 29       | 0     | 0        | 23    | 20       | 2.65     | 1.09    |
| 1979       | ロッテ     | 33    | 5     | 0     | 0     | 0        | 1     | 3     | 6        | --          | .250  | 322   | 75.1     | 81       | 17          | 17       | 1     | 4        | 38       | 0     | 0        | 41    | 36       | 4.32     | 1.30    |
| 1980       | ロッテ     | 39    | 0     | 0     | 0     | 0        | 0     | 2     | 18       | --          | .000  | 275   | 71.1     | 49       | 6           | 13       | 2     | 0        | 50       | 0     | 0        | 17    | 17       | 2.15     | 0.87    |
| 1981       | ロッテ     | 40    | 0     | 0     | 0     | 0        | 5     | 4     | 11       | --          | .556  | 245   | 56.2     | 57       | 9           | 22       | 4     | 2        | 37       | 1     | 0        | 26    | 26       | 4.11     | 1.39    |
| 1982       | ロッテ     | 9     | 0     | 0     | 0     | 0        | 1     | 2     | 3        | --          | .333  | 42    | 10.2     | 11       | 1           | 2        | 0     | 0        | 5        | 0     | 0        | 3     | 3        | 2.45     | 1.22    |
| 1983       | ヤクルト   | 17    | 0     | 0     | 0     | 0        | 0     | 3     | 0        | --          | .000  | 125   | 26.2     | 23       | 2           | 23       | 2     | 1        | 18       | 0     | 0        | 14    | 14       | 4.73     | 1.73    |
| 通算：12年 | 通算：12年 | 206   | 18    | 5     | 0     | 0        | 17    | 21    | 40       | --          | .447  | 1815  | 431.0    | 391      | 56          | 165      | 11    | 15       | 251      | 5     | 0        | 176   | 163      | 3.40     | 1.29    |

- 各年度の太字はリーグ最高

### 記録
- オールスターゲーム出場：1回 （1980年）

### 背番号
- 46 （1972年 - 1976年）
- 18 （1977年 - 1978年）
- 21 （1979年 - 1982年）
- 16 （1983年）

## 関連情報

### 現在の出演番組
- マリーンズナイター（千葉テレビ放送）